# Kolesnîkivka, Stanîcino-Luhanske
Kolesnîkivka (în ucraineană Колесниківка) este un sat în comuna Kamîșne din raionul Stanîcino-Luhanske, regiunea Luhansk, Ucraina.

## Demografie
Componența lingvistică a localității Kolesnîkivka
     Rusă (92,9%)
     Ucraineană (7,1%)
Conform recensământului din 2001, majoritatea populației localității Kolesnîkivka era vorbitoare de rusă (92,9%), existând în minoritate și vorbitori de ucraineană (7,1%).